# Nadezhda Konyayeva
Nadezhda Konyayeva (en russe : Надежда Коняева) née le 5 octobre 1931, est une ancienne athlète soviétique qui pratiquait le lancer du javelot. 
Elle a remporté une médaille de bronze pour l'Union soviétique aux Jeux olympiques d'été de 1956 à Melbourne.

## Palmarès

### Jeux olympiques d'été
- Jeux olympiques d'été de 1956 à Melbourne ( Australie)
  -  Médaille de bronze au lancer du javelot

### Championnats d'Europe d'athlétisme
- Championnats d'Europe d'athlétisme de 1954 à Berne ( Suisse)
  -  Médaille de bronze au lancer du javelot